# حوزه علمیه الهیاتی فولر
حوزه علمیه الهیاتی فولر یک حوزهٔ علمیهٔ واقع در پاسادینا، کالیفرنیا است که دارای پردیس‌های اقماری متعدد در غرب ایالات متحده آمریکا است. فولر احتمالاً اثرگذارترین حوزه علمیه در آمریکا، از نظر تعداد کشیش‌ها و آموزش دهندگان تربیت شده در آن خوانده شده‌است.